# Puente de la Reina Emma

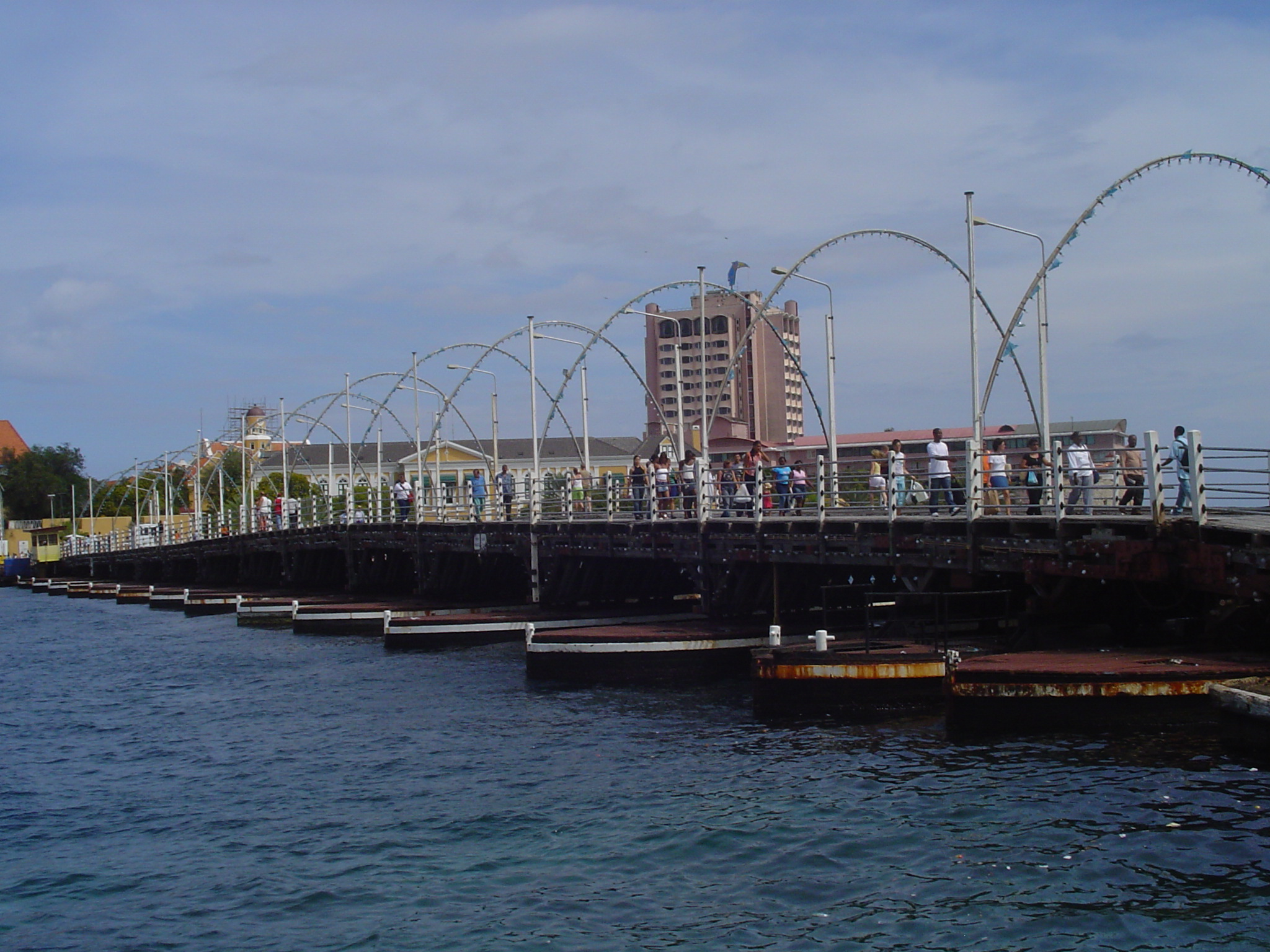
Puente de la Reina Emma

El Puente de la Reina Emma es un puente de barcas de cuatro carriles sobre la Bahía de Santa Ana en Willemstad, capital de Curazao, en las antiguas Antillas Neerlandesas, que une los barrios de Punda y Otrobanda. Recibe su nombre de la Reina Emma. Tiene aberturas para permitir el tráfico de barcos de gran tonelaje. 
El puente, que en origen fue un puente de peaje, se completó en 1888 y se renovó en 1939.